# Melrose (Minnesota)
Melrose és una població dels Estats Units a l'estat de Minnesota. Segons el cens del 2000 tenia 3.091 habitants.

## Demografia
Segons el cens del 2000, Melrose tenia 3.091 habitants, 1.157 habitatges, i 797 famílies. La densitat de població era de 421,7 habitants per km².
Dels 1.157 habitatges en un 35,7% hi vivien nens de menys de 18 anys, en un 57,4% hi vivien parelles casades, en un 7,9% dones solteres, i en un 31,1% no eren unitats familiars. En el 27,9% dels habitatges hi vivien persones soles el 17,4% de les quals corresponia a persones de 65 anys o més que vivien soles. El nombre mitjà de persones vivint en cada habitatge era de 2,61 i el nombre mitjà de persones que vivien en cada família era de 3,16.
Per edats la població es repartia de la següent manera: un 27,7% tenia menys de 18 anys, un 8,1% entre 18 i 24, un 26,7% entre 25 i 44, un 17,4% de 45 a 60 i un 20,1% 65 anys o més.
L'edat mediana era de 36 anys. Per cada 100 dones de 18 o més anys hi havia 93,8 homes.
La renda mediana per habitatge era de 34.432 $ i la renda mediana per família de 45.045 $. Els homes tenien una renda mediana de 30.290 $ mentre que les dones 20.389 $. La renda per capita de la població era de 15.510 $. Entorn del 4,5% de les famílies i el 7,6% de la població estaven per davall del llindar de pobresa.

## Poblacions més properes
El següent diagrama mostra les poblacions més properes.